# 訃報 2013年10月
訃報 2013年10月（ふほう 2013ねん10がつ）では、2013年10月に物故した、又は物故が報じられた人物についてまとめる。

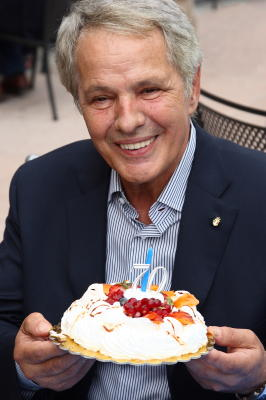
ジュリアーノ・ジェンマ／10月1日没

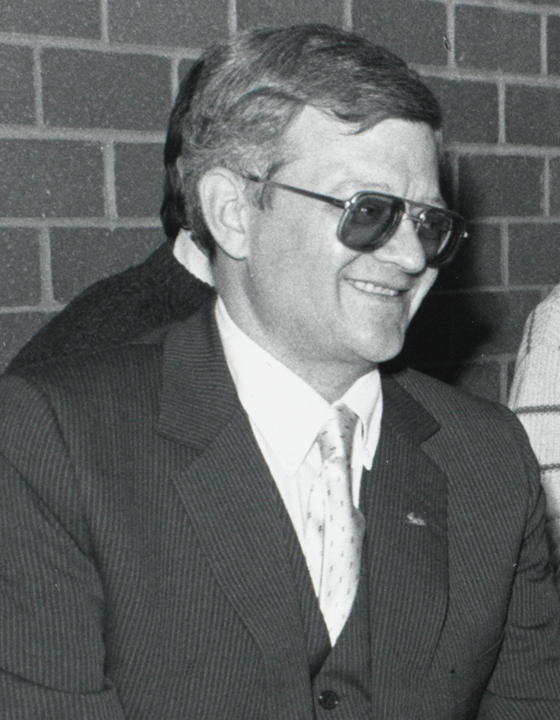
トム・クランシー／10月1日没

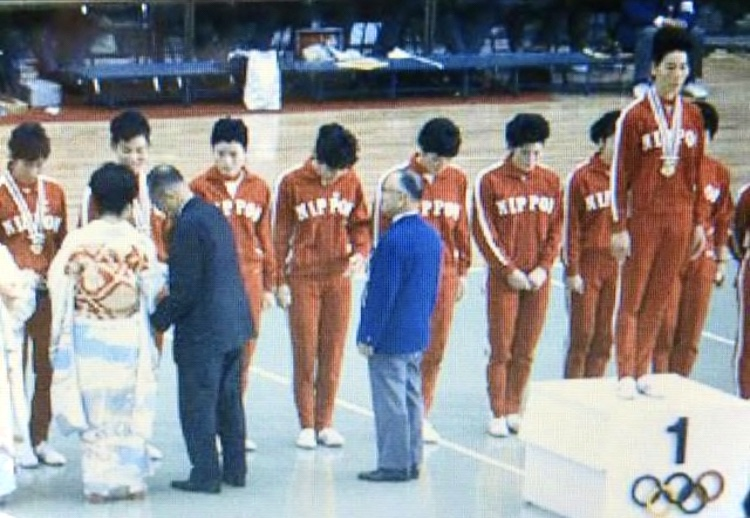
河西昌枝（表彰台の上）／10月3日没

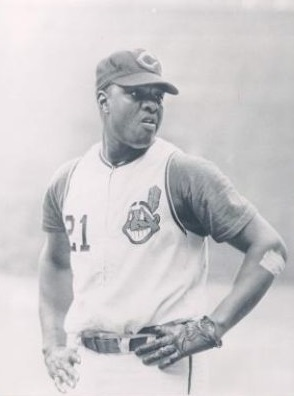
ボブ・チャンス／10月3日没

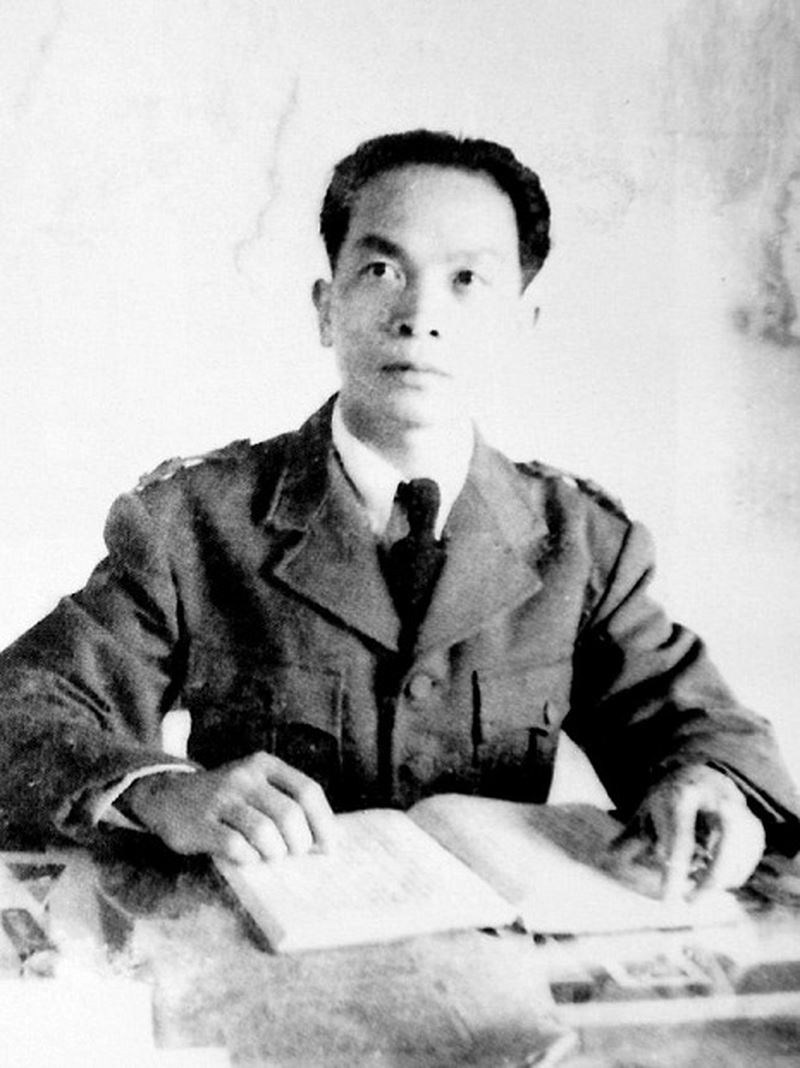
ヴォー・グエン・ザップ／10月4日没

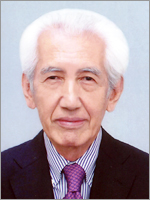
堂本尚郎／10月4日没

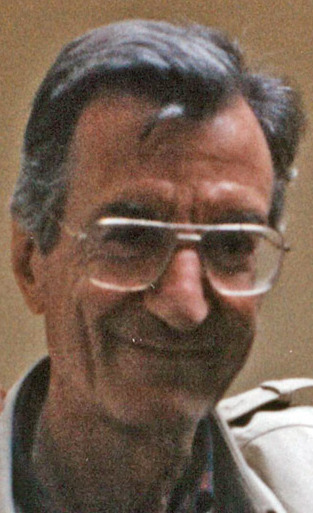
カルロ・リッツァーニ／10月5日没

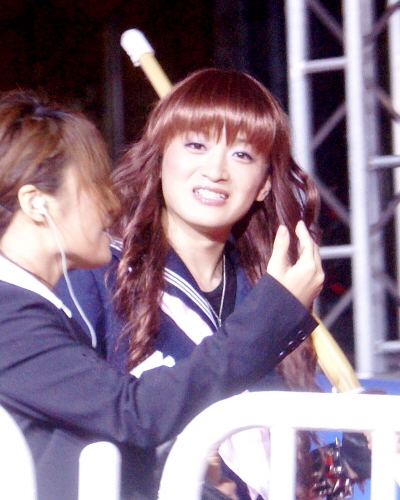
桜塚やっくん／10月5日没

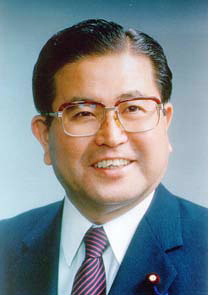
宮下創平／10月7日没

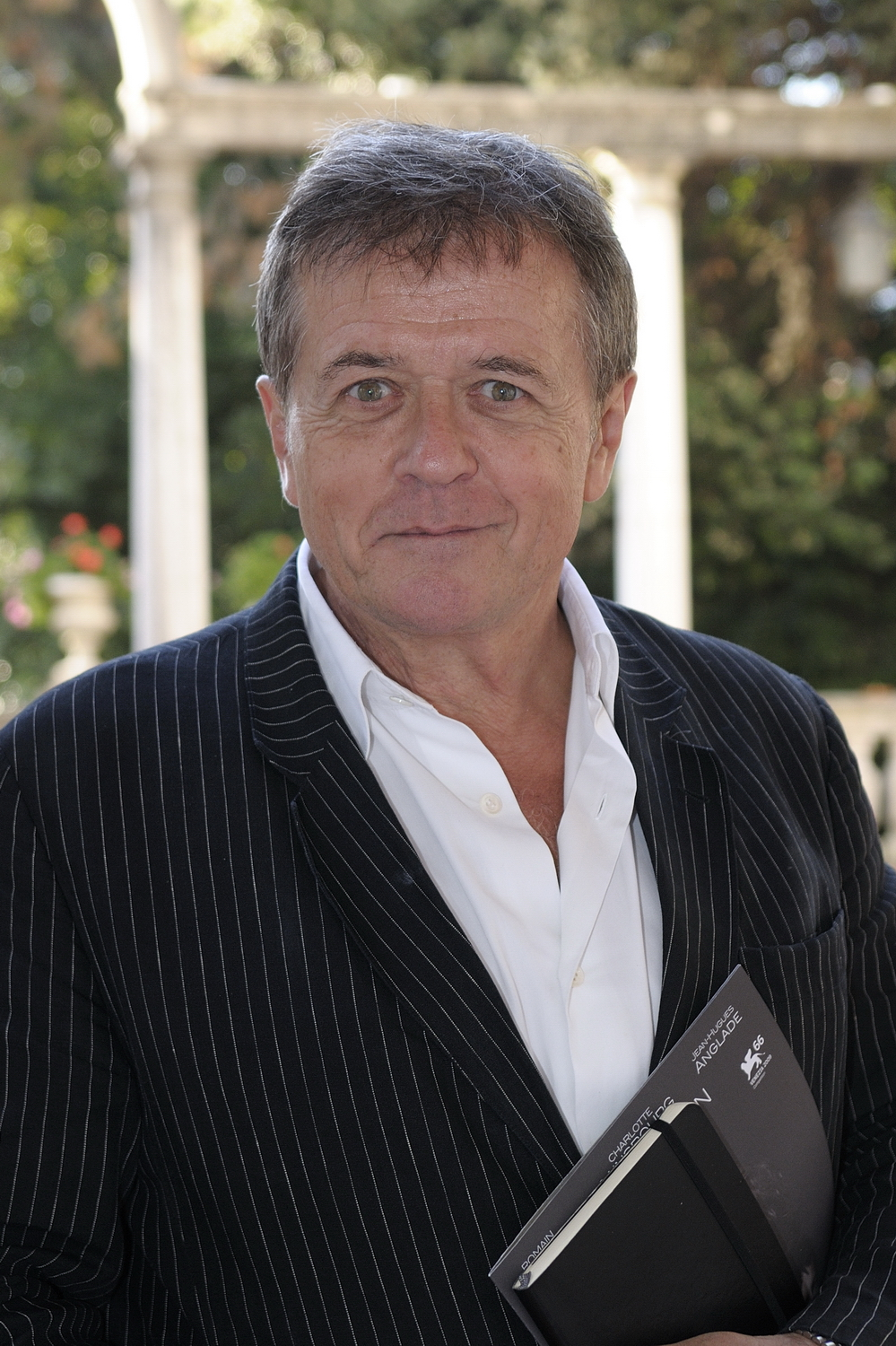
パトリス・シェロー／10月7日没

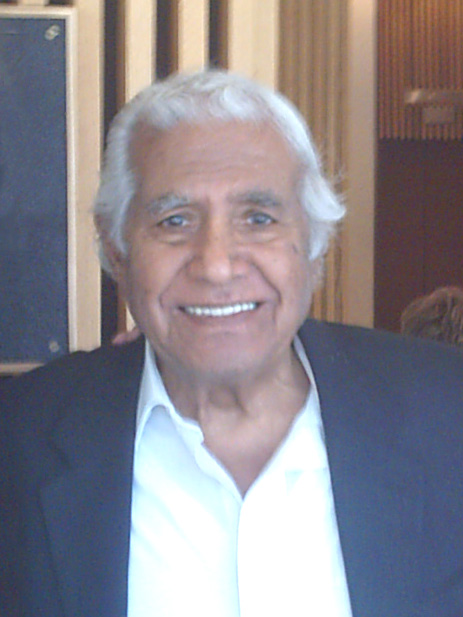
クマール・パラーナ／10月10日没

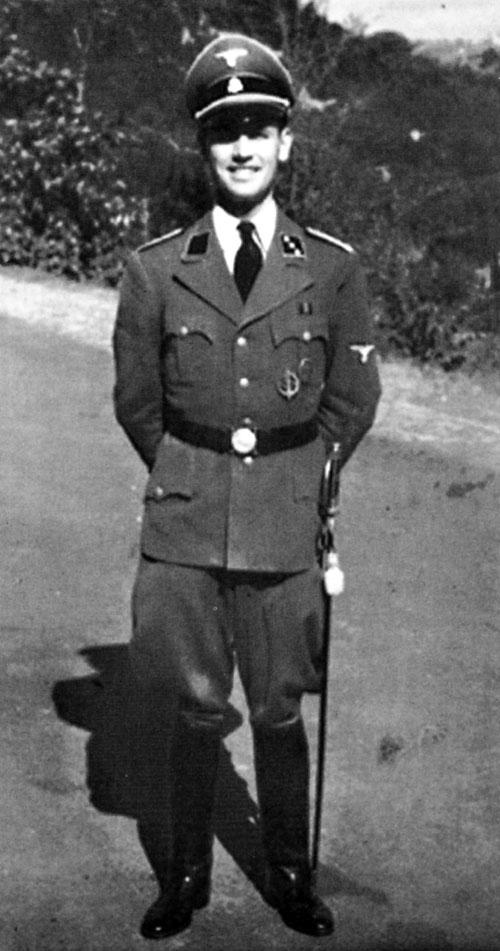
エーリヒ・プリーブケ／10月11日没

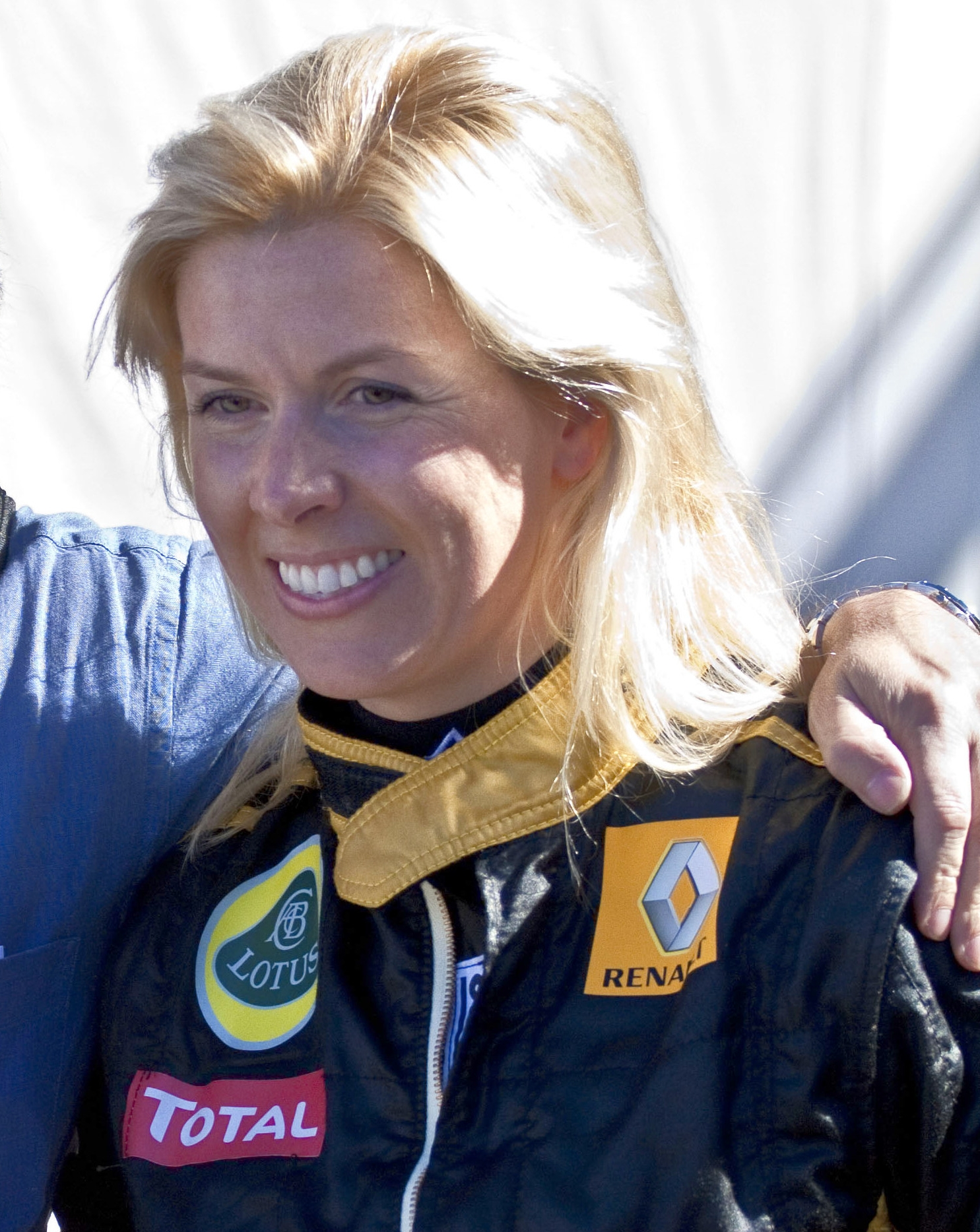
マリーア・デ・ヴィロタ／10月11日没

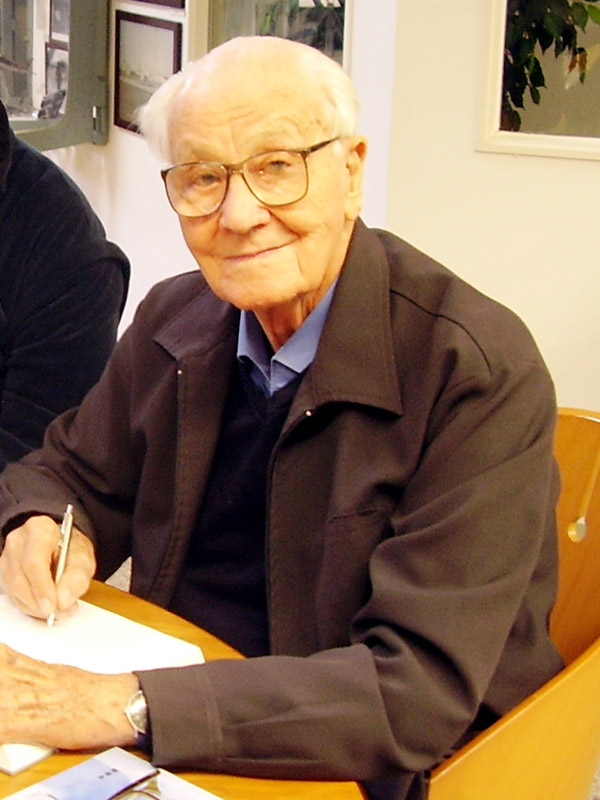
マルティン・ドレーヴェス／10月13日没

やなせたかし／10月13日没

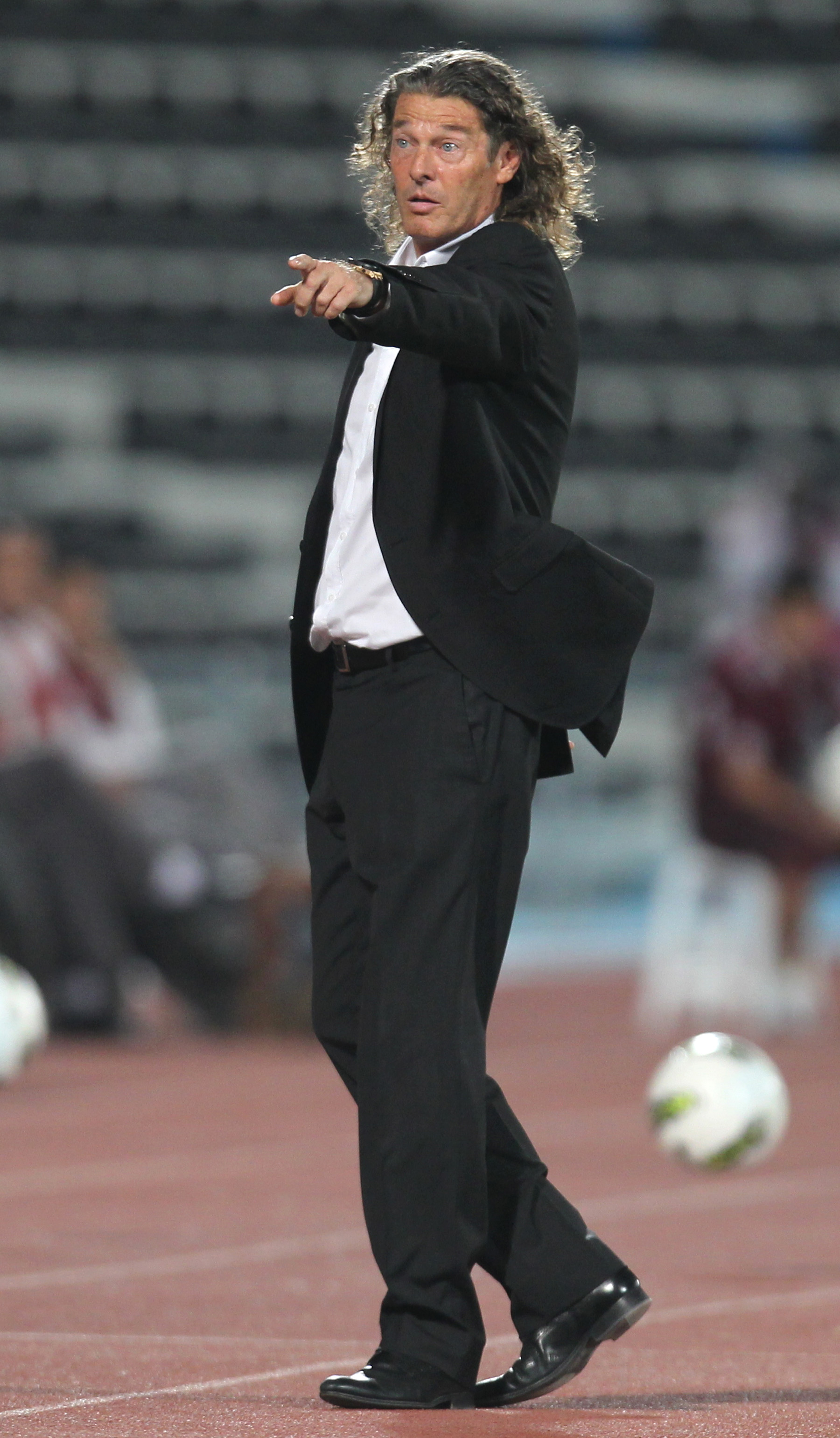
ブルーノ・メツ／10月14日没

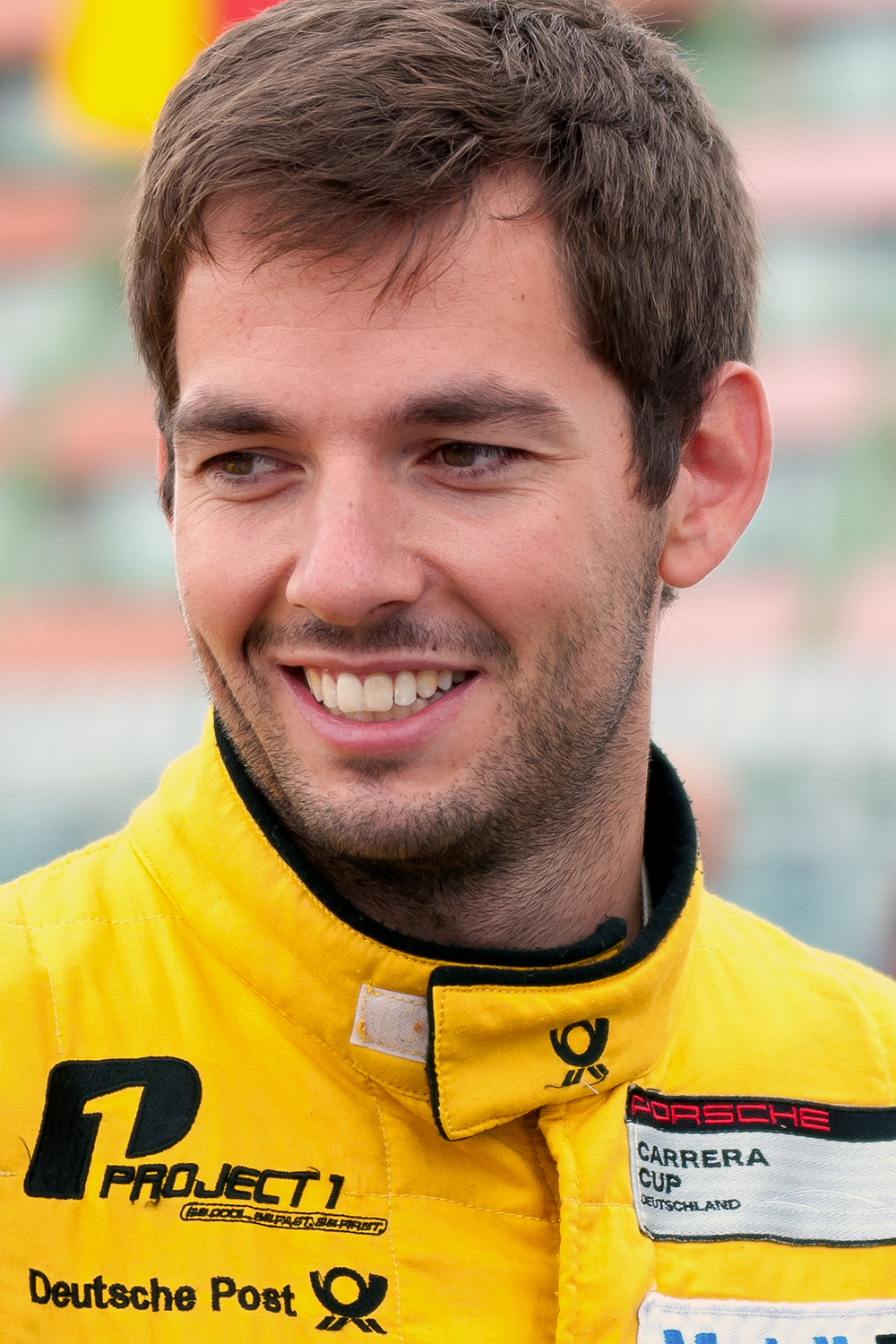
シーン・エドワーズ／10月15日没

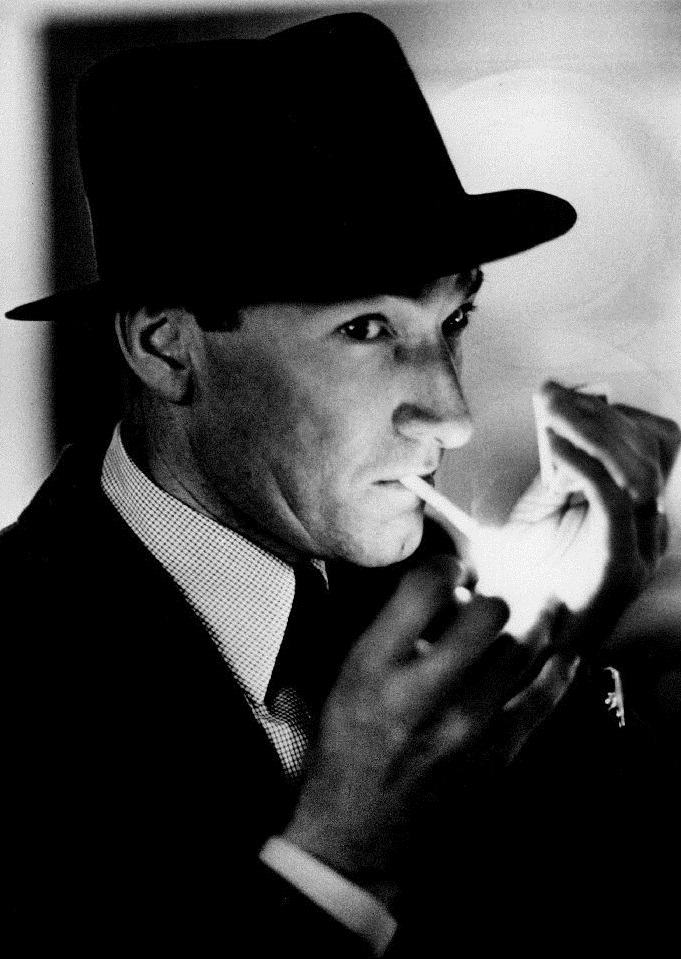
エド・ローター／10月16日没

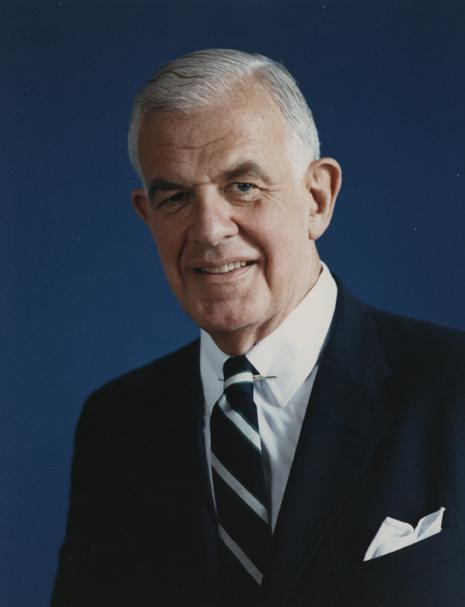
トーマス・フォーリー／10月18日没

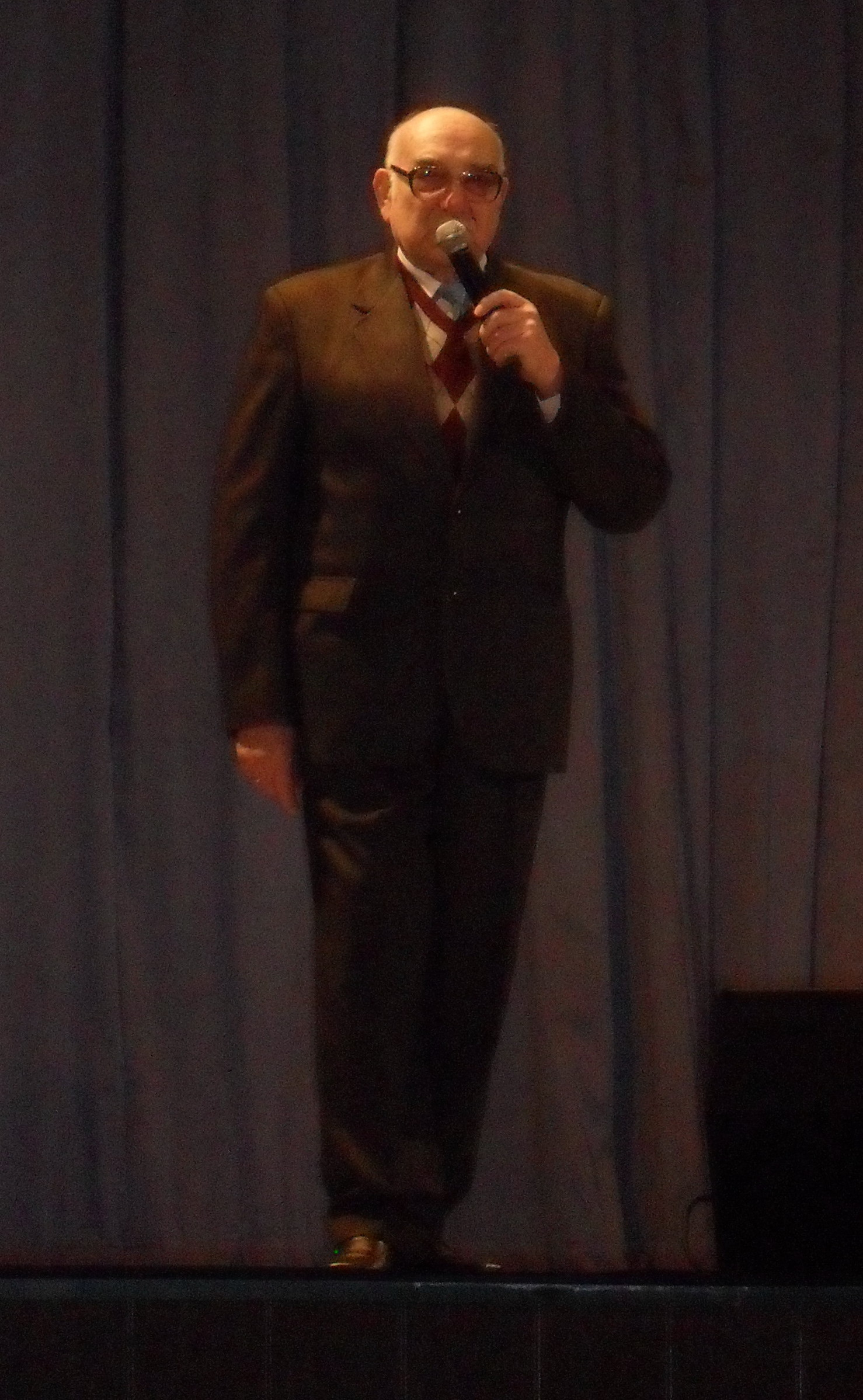
ビクトル・チブレンコ／10月19日没

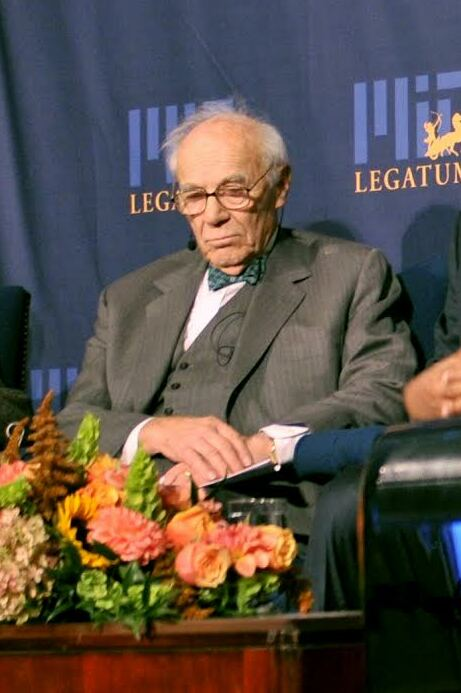
ローレンス・クライン／10月20日没

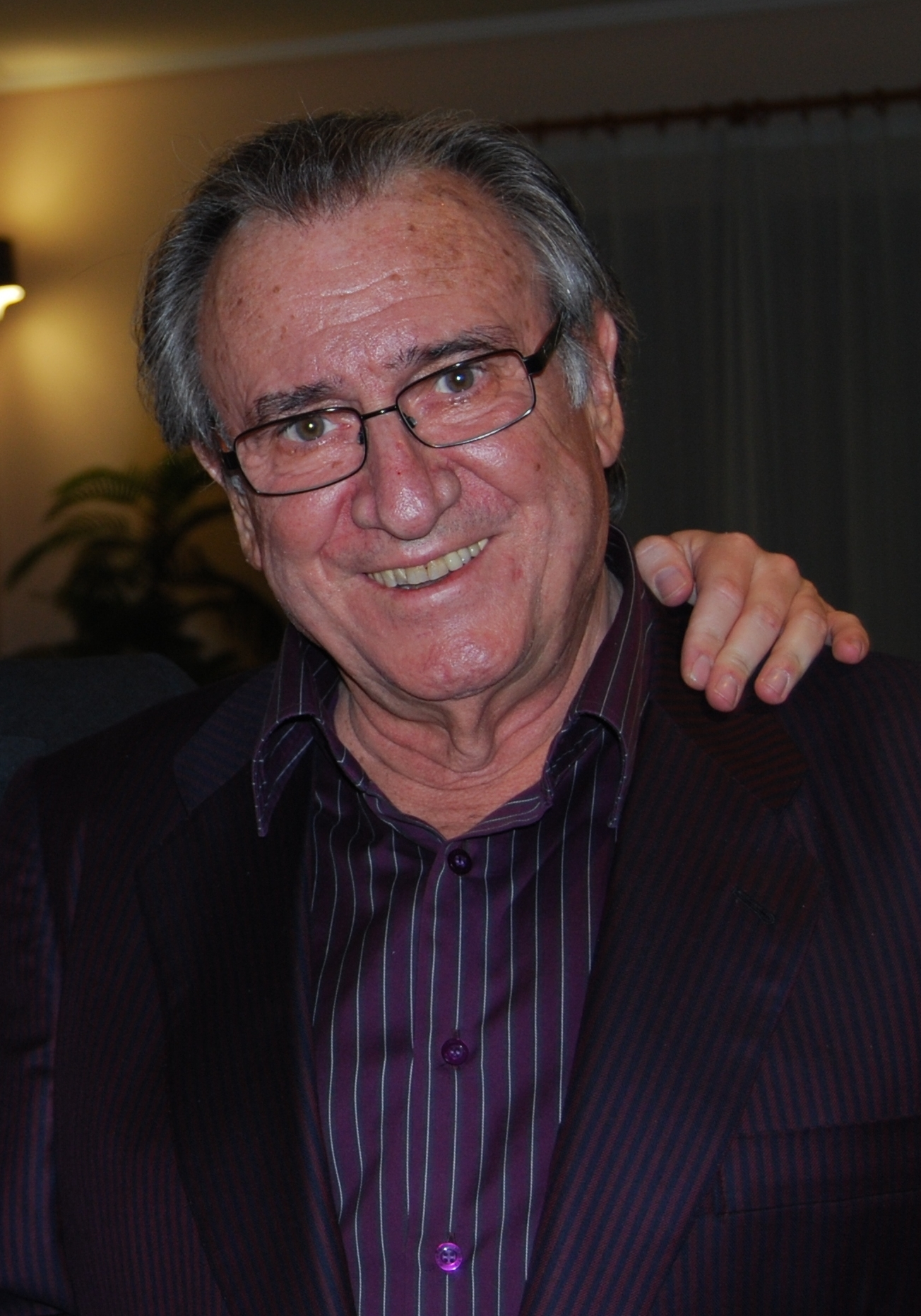
マノロ・エスコバル／10月24日没

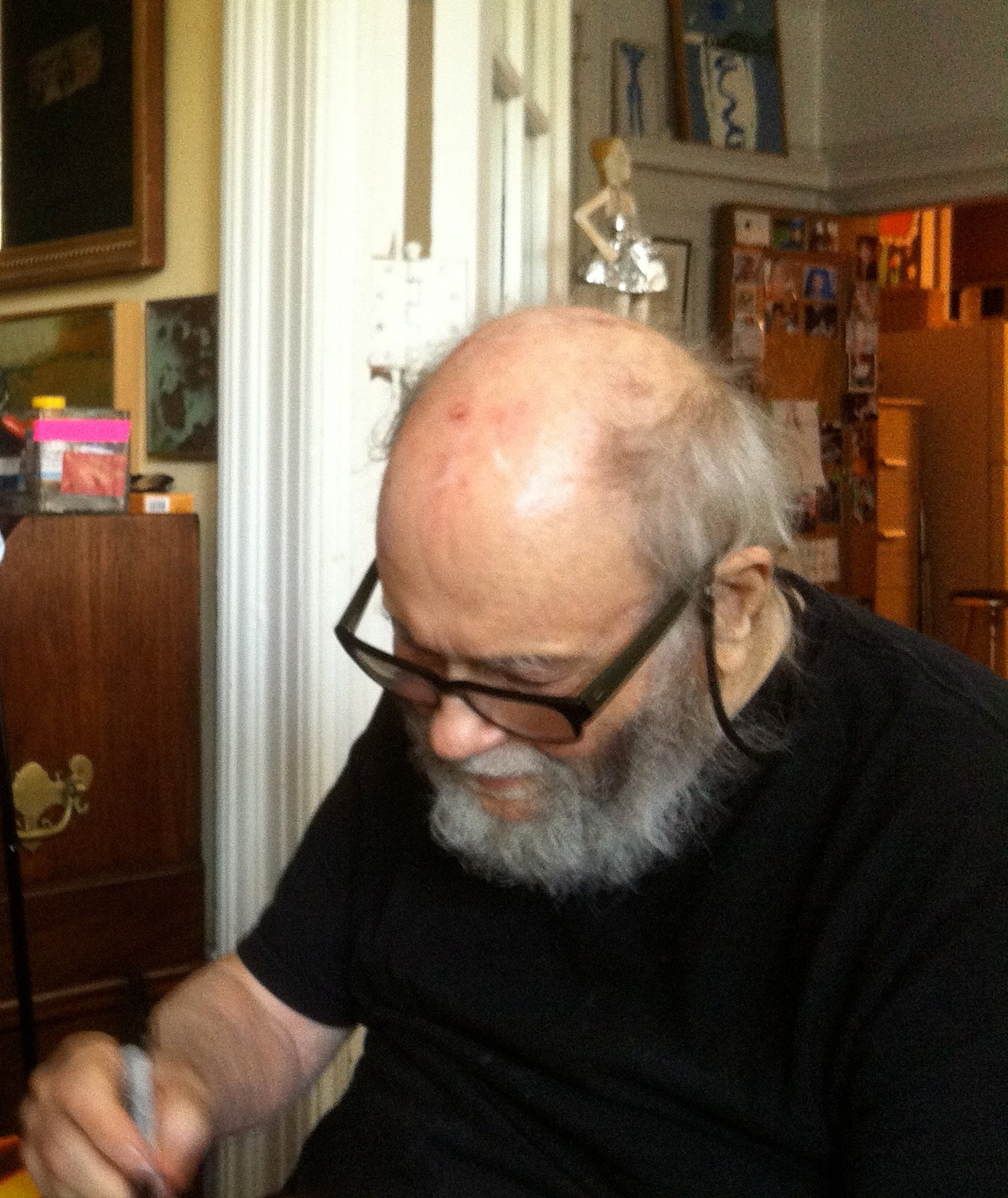
アーサー・ダントー／10月25日没

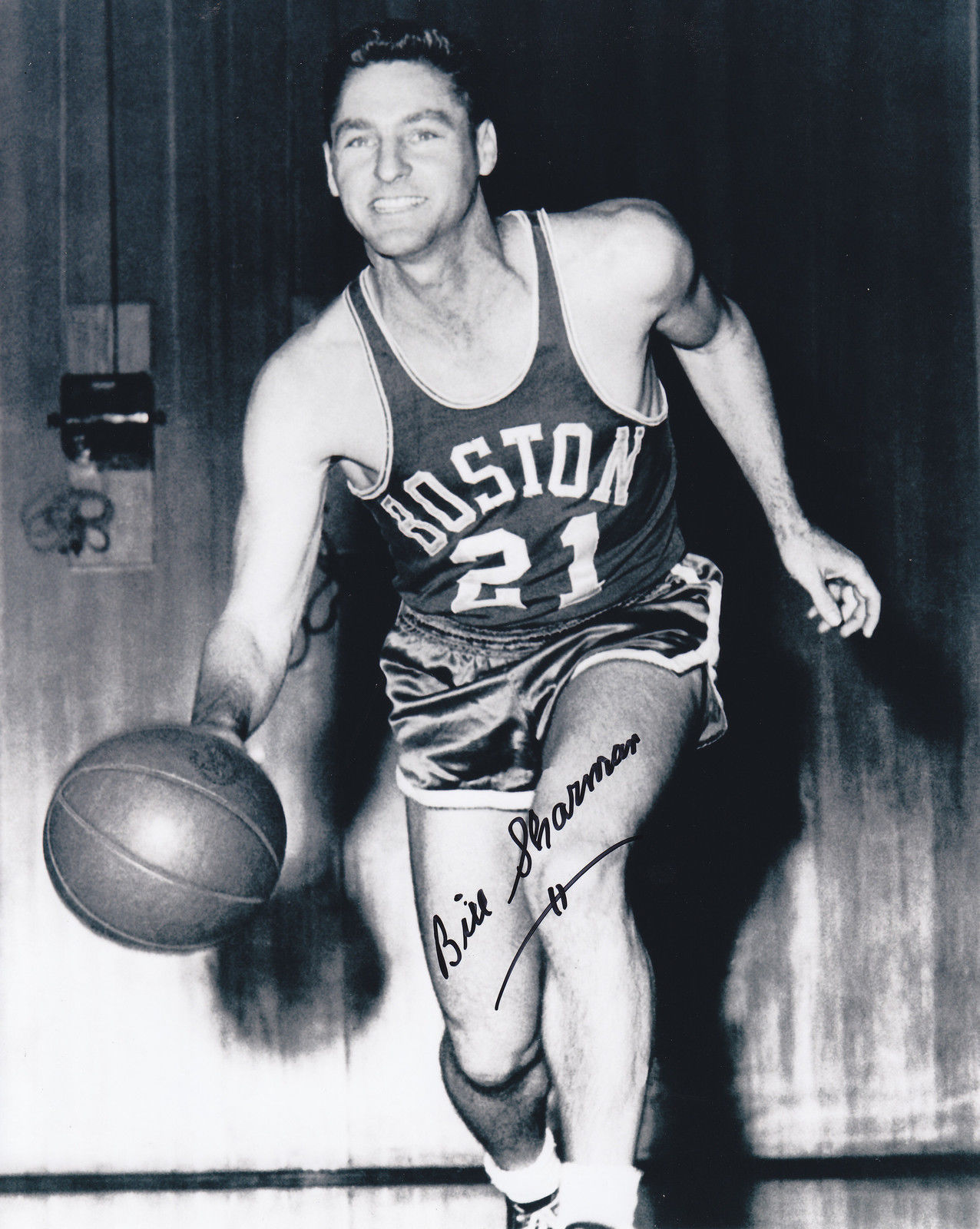
ビル・シャーマン／10月25日没

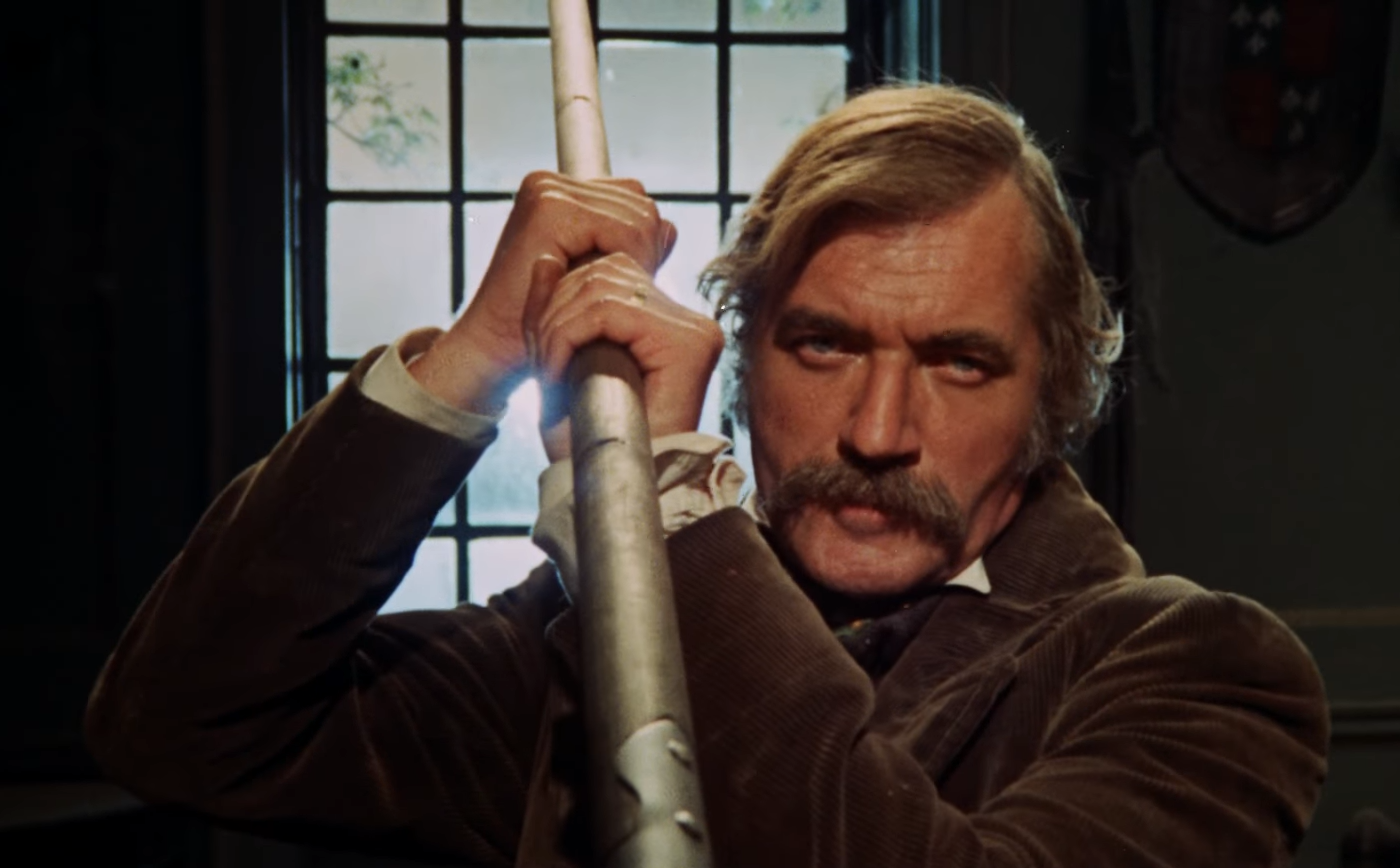
ナイジェル・ダヴェンポート／10月25日没

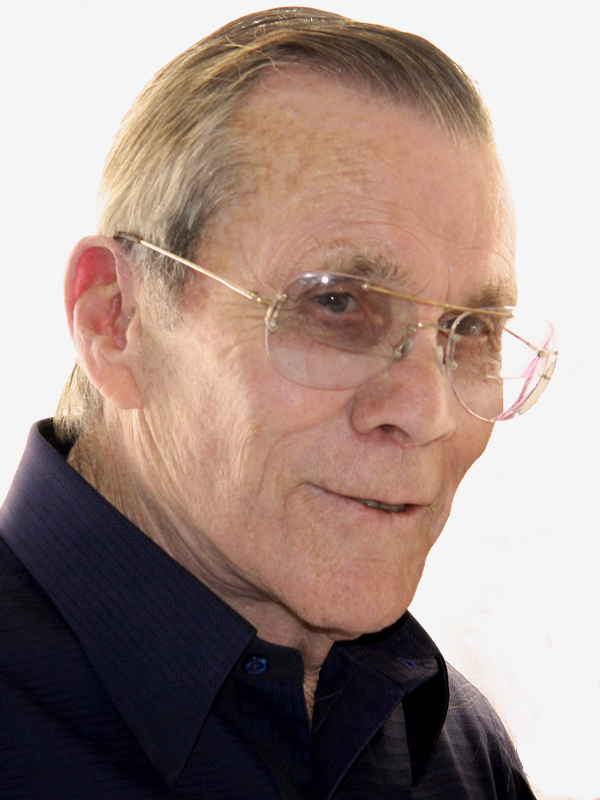
ハル・ニーダム／10月25日没

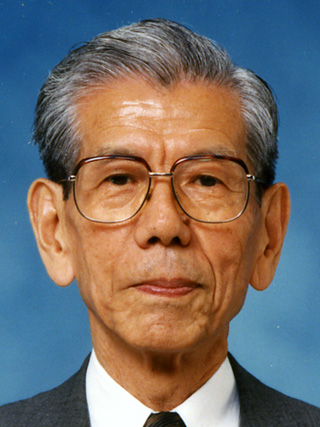
岡村総吾／10月26日没

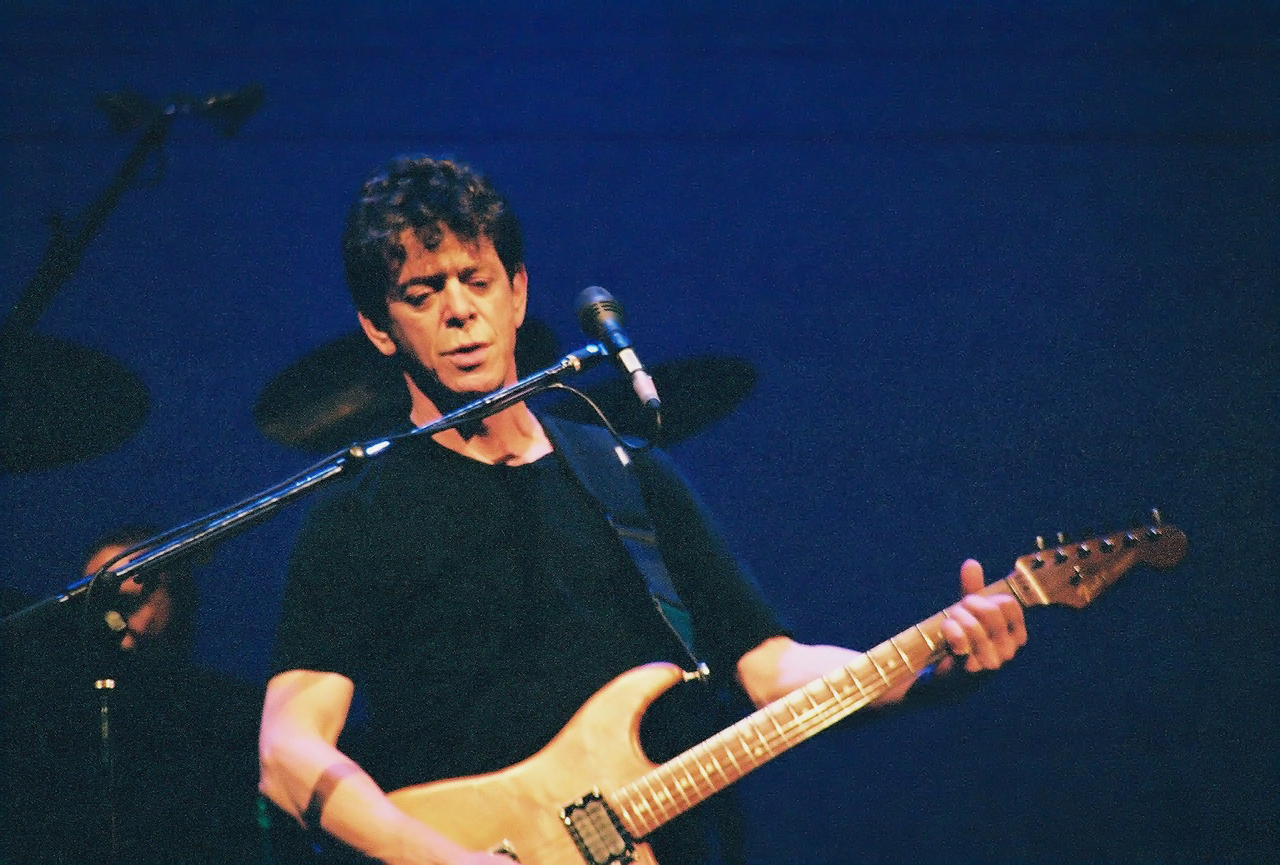
ルー・リード／10月27日没

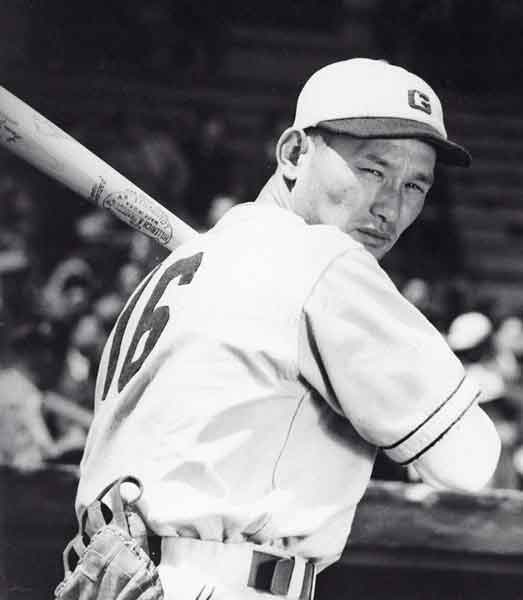
川上哲治／10月28日没

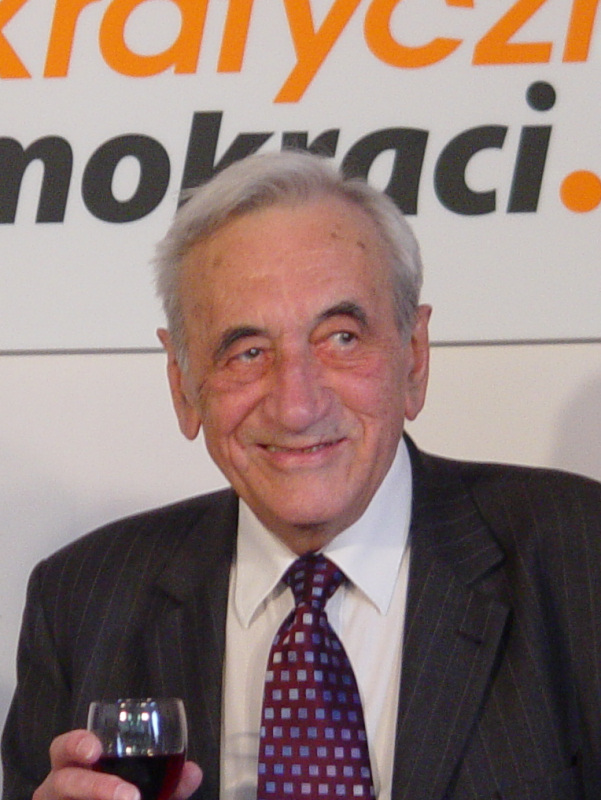
タデウシュ・マゾヴィエツキ／10月28日没

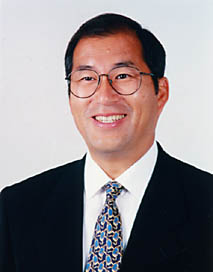
前田正／10月28日没

## 1日 - 15日
- 10月1日 - ホアン・リンス、アメリカの政治学者（* 1926年）[1]
- 10月1日 - ジュリアーノ・ジェンマ、イタリアの俳優（* 1938年）[2]
- 10月1日 - トム・クランシー、小説家（* 1947年）[3]
- 10月1日（遺体発見日） - 平沢武彦、日本の著述家、帝銀事件再審請求人、平沢貞通の養子（* 1959年）[4]
- 10月2日 - 秋山駿、日本の文芸評論家（* 1930年）[5]
- 10月2日 - 六角弘、日本のジャーナリスト（* 1936年）[6]
- 10月3日 - 河西昌枝、日本のバレーボール選手、東洋の魔女の主将（* 1933年）[7]
- 10月3日 - 鈴木日出男、日本の国文学者、中古文学専攻、東京大学名誉教授（* 1938年）[8]
- 10月3日 - ボブ・チャンス、アメリカの元プロ野球選手（* 1940年）[9]
- 10月3日 - 市川寿憲、日本の実業家、朝日放送プロデューサー（* 1959年）[10]
- 10月4日 - ヴォー・グエン・ザップ、ベトナムの軍人、政治家、ベトナム共産党政治局員、ベトナム人民軍 (QDND) 総司令官、大将（* 1911年）[11]
- 10月4日 - 古野清孝、日本の実業家、古野電気創業者（* 1920年）[12]
- 10月4日 - 浜田哲郎、日本の心理学者、九州大学名誉教授（* 1927年?）[13]
- 10月4日 - 堂本尚郎、日本の画家、文化功労者（* 1928年）[14]
- 10月4日 - 三善晃、日本の作曲家（* 1933年）[15]
- 10月5日 - 高橋富雄、日本の日本史学者（* 1921年）[16]
- 10月5日 - 白石道義、日本の実業家、元日産火災海上保険社長（* 1922年?）[17]
- 10月5日 - カルロ・リッツァーニ、イタリアの映画監督（* 1922年）[18]
- 10月5日 - ブッチ・ウォーレン（英語版）、アメリカ合衆国のジャズベーシスト（* 1939年）[19]
- 10月5日 - 臼井嘉一、日本の教育学者、福島大学元学長（* 1945年）[20]
- 10月5日 - 桜塚やっくん、日本のお笑い芸人、タレント（* 1976年）[21]
- 10月6日 - 山崎一男、日本の大蔵官僚、銀行家、元造幣局長、元群馬銀行会長（* 1923年）[22]
- 10月6日 - 宮本美沙子、日本の心理学者、元日本女子大学学長（* 1928年）[23]
- 10月6日 - 中園健司、日本の脚本家（* 1952年）[24]
- 10月7日 - 宮下創平、日本の政治家、元衆議院議員【自由民主党所属】、第82代厚生大臣、第31代環境庁長官、第51代防衛庁長官（* 1927年）[25]
- 10月7日 - 横山和典、日本の統計学者、広島大学名誉教授（* 1928年?）[26]
- 10月7日 - 鈴木雅也、日本の漆芸家、日展参与（* 1932年）[27]
- 10月7日 - ヨアンナ・ケミレスカ、ポーランドの推理作家（* 1932年）[28]
- 10月7日 - 泉谷良彦、日本の実業家、三菱石油社長（* 1935年）[29]
- 10月7日 - 鳥山敏子、日本の教育者（* 1941年）[30]
- 10月7日 - パトリス・シェロー、フランスの演出家、映画監督、脚本家、俳優（* 1944年）[31]
- 10月7日 - 吉田孝、日本の実業家、元日本高校野球連盟副会長（* 1946年?）[32]
- 10月7日 - 古今亭志ん馬 (7代目)、日本の落語家（* 1958年）[33]
- 10月8日 - アンディ・パフコ、アメリカ・メジャーリーグの野球選手（* 1921年）[34]
- 10月8日 - 渡辺良雄、日本の生物学者、元上武大学学長、筑波大学名誉教授（* 1931年?）[35]
- 10月8日 - フィル・シェヴロン（英語版）、イギリスのギタリスト、ザ・ポーグスメンバー（* 1957年）[36]
- 10月8日 - ロティフル・スカイ（朝鮮語版）、韓国の歌手（* 1988年）[37]
- 10月9日 - 戸田順之助、日本の実業家、戸田建設社長（* 1919年）[38]
- 10月9日 - 栗原勝、日本の政治家、元静岡県浜松市長（* 1924年）[39]
- 10月9日 - 小山天舟、日本の書家、日本書道美術館館長（* 1927年）[40]
- 10月9日 - 中西隆三、日本のシナリオライター（* 1932年）[41]
- 10月9日 - 上田正、日本の実業家、元佐藤食品工業副社長（* 1939年?）[42]
- 10月10日 - クマール・パラーナ、俳優（* 1918年）[43]
- 10月10日 - 筑紫美主子、日本の女優、佐賀にわかの第一人者（* 1921年）[44]
- 10月10日 - スコット・カーペンター、アメリカ合衆国出身の宇宙飛行士、海軍軍人（* 1925年）[45]
- 10月10日 - 浅野太三、日本の運動家、第9次横田基地公害訴訟原告団長（* 1932年）[46]
- 10月10日 - ウィルフリート・マルテンス（英語版）、ベルギーの政治家、元ベルギーの首相（* 1936年）[47]
- 10月10日 - ダニエル・デュヴァル、フランスの俳優（* 1944年）[48]
- 10月10日 - ジャン・クエネムンド（英語版）、アメリカ合衆国のギタリスト、ヴィクセンメンバー（* 1961年）[49]
- 10月10日 - 檀臣幸、日本の俳優、声優（* 1963年）[50]
- 10月10日 - 清水博子、日本の小説家（* 1968年）[51]
- 10月11日 - エーリヒ・プリーブケ、ナチス・ドイツの親衛隊 (SS)隊員（親衛隊大尉）（* 1913年）[52]
- 10月11日 - 久々山義人、日本の政治家、元熊本県本渡市長（* 1924年）[53]
- 10月11日 - 右遠俊郎、日本の作家（* 1926年）[54]
- 10月11日 - 田口れんじ、日本のお笑い芸人、Wコミックの一人（* 1943年）[55]
- 10月11日 - 近内勝美、日本の実業家、元カシオ計算機取締役（* 1949年?）[56]
- 10月11日 - マリーア・デ・ヴィロタ、スペインの女性レーシングドライバー（* 1980年）[57]
- 10月12日 - 宮原九一、日本の実業家、元全国漁業協同組合連合会会長（* 1918年?）[58]
- 10月12日 - ジョージ・ハービッグ、アメリカ合衆国の天文学者（* 1920年）[59]
- 10月12日 - 井端好美、日本の実業家、元徳島新聞社社長（* 1926年?）[60]
- 10月12日 - 小原広忠、日本のアメリカ文学者、元武蔵大学学長（* 1930年）[61]
- 10月12日 - オスカー・イフェロス（英語版）、アメリカ合衆国の作家（* 1951年）[62]
- 10月13日 - 小沢辰男、日本の政治家、元衆議院議員、第56代厚生大臣（* 1916年）[63]
- 10月13日 - マルティン・ドレーヴェス、ドイツ空軍のエース・パイロット（* 1918年）[64]
- 10月13日 - やなせたかし、日本の漫画家、作詞家（* 1919年）[65]
- 10月13日 - 祖堅方正、日本の音楽家、琉球交響楽団代表、トランペット奏者（* 1940年）[66]
- 10月14日 - 田村富男、日本の実業家、サンコー創業者（* 1923年?）[67]
- 10月14日 - 飯島耕一、日本の詩人、小説家（* 1930年）[68]
- 10月14日 - 長島良三、日本の翻訳家、編集者、SFマガジン元編集長（* 1936年）[69]
- 10月14日 - 曽根孝行、日本の実業家、元弘電社取締役（* 1939年?）[70]
- 10月14日 - ブルーノ・メツ、フランスのサッカー指導者、サッカー選手（* 1954年）[71]
- 10月15日 - 浜島辰雄、日本の教育者、安城農林高校教諭、愛知用水の「生みの親」（* 1916年）[72]
- 10月15日 - ハンス・リーゲル（英語版）、ドイツの実業家、ハリボー社長（* 1923年）[73]
- 10月15日 - エル・ブラソ、メキシコのプロレスラー（* 1961年）[74]
- 10月15日 - シーン・エドワーズ、イギリスのレーシングドライバー（* 1986年）[75]

## 16日 - 31日
- 10月16日 - 宮原永治、日本の兵士、インドネシアの残留日本兵（* 1920年）[76]
- 10月16日 - 峰島旭雄、日本の哲学者、早稲田大学名誉教授（* 1927年）[77]
- 10月16日 - 内海昭、日本の実業家、元三井物産副社長（* 1929年?）[78]
- 10月16日 - 荒井康雄、日本の実業家、元中村屋社長（* 1930年?）[79]
- 10月16日 - 瀬藤芳房、日本の英文学者、徳島大学名誉教授（* 1930年）[80]
- 10月16日 - エド・ローター、アメリカの俳優（* 1938年）[81]
- 10月16日 - 南谷勝治、日本の実業家、元エア・ウォーター副社長（* 1942年?）[82]
- 10月17日 - 穴吹キヌヱ、日本の実業家、学校法人穴吹学園総長（* 1919年）[83]
- 10月17日 - セイン・ウィン、ミャンマーのジャーナリスト（* 1922年）[84]
- 10月17日 - 田中英二、日本の実業家、元本州製紙取締役（* 1923年?）[85]
- 10月17日 - 依光隆夫、日本の政治家、高知県議会議長（* 1930年）[86]
- 10月17日 - 田島治子、日本の実業家、サカイ引越センター創業者（* 1941年）[87]
- 10月17日 - 村山元信、日本の書家、毎日書道展審査会員（* 1949年）[88]
- 10月18日 - トーマス・フォーリー、アメリカ合衆国の政治家、弁護士、元下院議長、元駐日大使（* 1929年）[89]
- 10月18日 - ユセフ・トルコ、日本出身の在日トルコ人元プロレスラー、レフェリー、俳優（* 1930年）[90]
- 10月18日 - 佐藤太英、日本の実業家、電力中央研究所副社長（* 1935年）[91]
- 10月19日 - ビクトル・チブレンコ、旧ソビエト連邦の陸上競技選手（* 1930年）[92]
- 10月19日 - 松嶋宏、日本の実業家、元グンゼ産業取締役（* 1931年?）[93]
- 10月19日 - ノエル・ハリソン（英語版）、イギリスの歌手、俳優（* 1934年）[94]
- 10月19日 - 連城三紀彦、日本の小説家、僧侶（* 1948年）[95][96]
- 10月20日 - ローレンス・クライン、アメリカ合衆国の経済学者、ノーベル経済学賞受賞者（* 1920年）[97]
- 10月20日 - ヨバンカ・ブロズ（英語版）、旧ユーゴスラビアの元ファーストレディ、ヨシップ・ブロズ・チトーの妻（* 1924年）[98]
- 10月20日 - 菱田義宣、日本の画家（* 1928年）[99]
- 10月20日 - ディミトリ・ザイキン、ロシアの宇宙飛行士訓練者（* 1932年）[100]
- 10月20日 - 天野祐吉、日本の雑誌編集者、コラムニスト（* 1933年）[101]
- 10月20日 - ジャマルール・キラム3世（英語版）、フィリピンの武装勢力指導者、スールー王国の末裔（* 1938年）[102]
- 10月20日 - 安倍隆典、日本のジャーナリスト（* 1943年?）[103]
- 10月21日 - 平城勧、日本の実業家、元朝日工業社副社長（* 1922年?）[104]
- 10月21日 - 足立健、日本の実業家、元大広社長、元博報堂DYホールディングス副会長（* 1932年）[105]
- 10月21日 - 赤松憲樹、日本の実業家、尚美学園大学理事長（* 1933年）[106]
- 10月21日 - 笠井和彦、日本の実業家、福岡ソフトバンクホークス代表取締役社長、元安田信託銀行会長、元富士銀行副頭取（* 1937年）[107]
- 10月21日 - 松本小四郎、日本の演劇評論家、元水戸芸術館演劇部門芸術監督（* 1947年）[108]
- 10月22日 - 村山密、日本の洋画家（* 1919年）[109]
- 10月22日 - 井上美悠紀、日本の実業家、学生援護会社長（* 1940年）[110]
- 10月22日 - 風間やんわり、日本の漫画家（* 1977年）[111]
- 10月23日 - アンソニー・カロ、イギリスの彫刻家（* 1924年）[112]
- 10月23日 - 宮繁護、日本の官僚、元国土事務次官（* 1925年）[113]
- 10月23日 - 長澤一作、日本の歌人（* 1926年）[114]
- 10月23日 - 奥居徳昌、日本の工学者（高分子材料）、東京工業大学名誉教授 （* 1944年）[115]
- 10月24日 - ソムデット・プラ・ニャナサンバラ（英語版）、タイの法王（* 1913年）[116]
- 10月24日 - 松風軒栄花、日本の浪曲師（* 1927年）[117]
- 10月24日 - マノロ・エスコバル、スペインの歌手（* 1931年）[118]
- 10月24日 - デボラ・ターバヴィル（フランス語版）、アメリカ合衆国の写真家（* 1932年）[119]
- 10月24日 - 入野忠芳、日本の画家（* 1939年）[120]
- 10月24日 - アントニア・バード、イギリスのテレビディレクター、映画監督（* 1959年）[121]
- 10月24日 - 中町幸聖、日本の俳優（* 1978年?）[122]
- 10月25日 - 岩谷時子、日本の詩人、作詞家（* 1916年）[123]
- 10月25日 - アーサー・ダントー、アメリカの美術批評家、哲学者（* 1924年）[124]
- 10月25日 - ビル・シャーマン、アメリカ合衆国のバスケットボール選手（* 1926年）[125]
- 10月25日 - ナイジェル・ダヴェンポート、イギリスの俳優（* 1928年）[126]
- 10月25日 - 法元康州、日本の書家、読売書法会参事、日展参与（* 1929年）[127]
- 10月25日 - ハル・ニーダム、アメリカ合衆国のスタントマン、映画監督（* 1931年）[128]
- 10月25日 - ローレンス・レイトン・スミス、アメリカ合衆国の指揮者、ピアニスト（* 1936年）[129]
- 10月25日 - 山田卓生、日本の法学者、弁護士、横浜国立大学名誉教授（* 1937年）[130]
- 10月25日 - 明日香、日本のシンガーソングライター（* 1963年）[131]
- 10月26日 - 岡村総吾、日本の電子工学者、東京大学名誉教授、東京電機大学名誉学長、工学博士（* 1918年）[132]
- 10月26日 - アル・ジョンソン、ザ・ユニフィックスのリード・シンガー（* 1948年）[133]
- 10月27日 - ルー・リード、アメリカ合衆国のミュージシャン（* 1942年）[134]
- 10月27日 - 弟子丸千一郎、日本の元テレビプロデューサー、東京放送元社会情報局局長（* 1943年）[135]
- 10月28日 - 川上哲治、日本の元プロ野球選手、東京読売巨人軍監督（* 1920年）[136]
- 10月28日 - タデウシュ・マゾヴィエツキ、ポーランドの政治家、ポーランド人民共和国第11代首相、第三共和制初代首相（* 1927年）[137]
- 10月28日 - 小林彰太郎、日本の自動車評論家（* 1929年）[138]
- 10月28日 - 西川長夫、日本の社会学者（比較文化論）、立命館大学名誉教授（* 1934年）[139]
- 10月28日 - 前田正、日本の政治家、元衆議院議員（* 1946年）[140]
- 10月29日 - 佐治吉郎、日本の工学者（極低温工学）、神戸大学名誉教授（* 1925年）[141]
- 10月29日 - 梅木恒明、日本のラグビー指導者、目黒高等学校ラグビー部監督（* 1934年）[142]
- 10月29日 - 宮ユキオ、日本のドラムス、ザ・ジャガーズのメンバー（* 1937年）[143]
- 10月29日 - 砂澤チニタ、日本の書家、画家（* 1961年）[144]
- 10月30日 - 藤井弥太郎、日本の交通経済学者、慶應義塾大学名誉教授（* 1934年）[145]
- 10月30日 - 藤井常世、日本の歌人（* 1940年）[146]
- 10月31日 - 早川滋、日本の実業家、元パイオニア副社長（* 1923年?）[147]
- 10月31日 - 河島喜好、日本の実業家、本田技研工業第2代社長（* 1928年）[148]
- 10月31日 - ジェラール・ド・ヴィリエ、フランスの著作家、ジャーナリスト、編集者（* 1929年）[149]